# Морівакі Рьота
Морівакі Рьота (яп. 森脇 良太, нар. 6 квітня 1986, Хіросіма) — японський футболіст.

## Виступи за збірну
2011 року дебютував в офіційних матчах у складі національної збірної Японії. Відтоді провів у формі головної команди країни 3 матчі.

## Статистика виступів
| Збірна Японії | Збірна Японії | Збірна Японії |
| Роки          | Ігри          | голи          |
| ------------- | ------------- | ------------- |
| 2011          | 1             | 0             |
| 2012          | 1             | 0             |
| 2013          | 1             | 0             |
| Усього        | 3             | 0             |

## Титули і досягнення
- Клубні: 
  - Чемпіон Японії: 2012
  - Володар Кубка Джей-ліги: 2016
  - Володар Суперкубка Японії: 2008
  - Володар Кубка банку Суруга: 2017
  - Клубний чемпіон Азії: 2017
  - Володар Кубка Імператора: 2018
- У складі збірної: 
  - Чемпіон Азії: 2011
  - Чемпіон Східної Азії: 2013